# Symphurus undatus
Symphurus undatus es una especie de pez de la familia Cynoglossidae en el orden de los Pleuronectiformes.

## Distribución geográfica
Se encuentran en Filipinas y Hawái.